# Kanton Avignon-Ouest
Kanton Avignon-Ouest (fr. Canton d'Avignon-Ouest) je francouzský kanton v departementu Vaucluse v regionu Provence-Alpes-Côte d'Azur. Tvoří ho pouze západní část města Avignon.